# Cabdellà Variedad3
Cabdellà Variedad3 es el nombre de una variedad cultivar de manzano (Malus domestica) Esta manzana está cultivada en la colección de germoplasma de manzanas del CSIC, también está cultivada en la colección de germoplasma de peral y manzano en la "Finca de Gimenells de la Estación Experimental de Lérida - IRTA". Esta manzana es originaria de la Comunidad autónoma de Cataluña, procedente de un ejemplar localizado en el año 2001 en el municipio de La Torre de Cabdella, Lérida.

## Sinónimos
- "Poma Cabdellà Variedad3",[3]
- "Cabdellà-2 M50",[3]
- "Manzana Cabdellà Variedad3".[7]

## Historia
'Cabdellà Variedad3' es una variedad de manzana de Cataluña, está catalogada con el número de accesión M050 en el Banco de germoplasma de peral y manzano de la Universidad de Lérida, que se encuentra integrado en la Red de Colecciones del Programa de Conservación y Utilización de los Recursos Fitogenéticos para la Alimentación y la Agricultura, del Plan Nacional de I+D+I.
'Cabdellà Variedad2' está considerada con otras muchas de las entradas que se han incorporado al Banco de germoplasma en la "Finca de Gimenells de la Estación Experimental de Lérida - IRTA", provienen de ejemplares únicos, en algunos casos, actualmente desaparecidos, lo que ha permitido paliar la erosión genética que se está dando en estas especies frutales.
'Cabdellà Variedad3' es una variedad que se cultiva para su conservación genética, para posibles usos y mejoras en cruces con otras variedades, para incrementar cualidades o intercambiarlas.

## Características
El manzano de la variedad 'Cabdellà Variedad3' tiene un vigor fuerte de tipo ramificado, con porte horizontal; ramos con pubescencia fuerte, de un grosor delgado, con longitud de entrenudos medios, número de lenticelas medio, relación longitud/grosor de los entrenudos grande, tipo de ramos fructíferos "brindillas coronadas"; época de inicio de floración temprana, yema fructífera de forma ovoide-cónica de una longitud corta, flor no abierta presenta color del botón floral rosa pálido, flor de tamaño grande, pétalos con posición relativa de los bordes tangentes, inflorescencia con número medio de flores numerosas, de forma plana o ligeramente cupuliforme, sépalos de color predominante verde, sépalos de longitud media, con los pétalos de longitud larga y anchura media, siendo la relación longitud/anchura de los pétalos más largos que anchos, estilos con longitud en relación con los estambres de la misma longitud, estilos con punto de soldadura lejos de la base.
Las hojas tienen un porte horizontal en relación con el ramo, limbo de longitud medio y de anchura medio, con una relación longitud/anchura pequeña, forma del borde ondulada, peciolo con longitud largo, forma del limbo elíptico-ensanchada, aspecto de la superficie del haz medianamente brillante, pubescencia del envés fuerte, plegamiento de la superficie ondulada, tamaño de la punta grande, forma de la base redondeada, estípulas con una forma muy foliáceas, y ángulo del peciolo respecto al ramo mediano.
La variedad de manzana 'Cabdellà Variedad3' tiene un fruto de tamaño y peso muy grande; forma aplanada, relación longitud/anchura pequeña, lados (ausencia o presencia de lados marcados) muy fuerte, posición de la anchura máxima en el medio; piel con estado ceroso débil, pruina de la epidermis débil; con color de fondo amarillo-verdoso, importancia del sobre color medio, sobre color de superficie rojo, siendo su intensidad oscuro, reparto del color en la superficie placas continuas con estrías, acusando unas lenticelas medianas, y una sensibilidad al "russeting" (pardeamiento áspero superficial que presentan algunas variedades) en las caras laterales ausente o muy débil; pedúnculo con una longitud largo, y un grosor delgado, anchura de la cavidad peduncular grande, profundidad de la cavidad pedúncular media, y con importancia del "russeting" en cavidad peduncular fuerte; coronamiento por encima del cáliz muy fuerte, anchura de la cav. calicina media, profundidad de la cav. calicina media, y con importancia del "russeting" en cavidad calicina ausente o muy débil; longitud del sépalo media; ojo medio, abierto; sépalos medios.
Carne de color blanca, con oscurecimiento de la carne al corte medio; textura media, dureza de la carne media, con jugosidad seco; sabor algo aromático, malo; corazón con distinción de la línea muy fuerte; eje abierto; porte del sépalo parcialmente extendido; lóculos carpelares cerrados; semilla de longitud mediana, de anchura estrecha, y de color marrón.
La manzana 'Cabdellà Variedad3' tiene una época de maduración y recolección de fruto media, principios de otoño. Se usa como manzana de mesa fresca y para sidra.

## Calidad de fruto y prueba de cata
- Peso del fruto: Muy grande
- Calibre del fruto: Muy grande
- Longitud del fruto: Grande
- Índice de almidón: Alto
- Dureza medida de la carne: Media
- Índice refractométrico (IR): Bajo
- Acidez titulable: Alta
- Jugosidad de la carne: Seco
- Textura de la carne: Media
- Dureza sensorial de la carne: Dura
- Dulzor: Débil
- Acidez: Media
- Intensidad del sabor de la carne: Media
- Sabor: Malo
- Valoración global del fruto: Malo.[3]

## Características Agronómicas
- Afinidad del injerto (compatibilidad): Buena
- Facilidad de formación y poda: Media
- Tipo de fructificación: Tipo IV
- Precocidad varietal: Bastante precoz
- Vecería: Alta
- Productividad: Media
- Necesidad de aclareo: Media
- Escalonamiento de la maduración del fruto: Largo
- Sensibilidad a la caída en maduración: sin datos
- Aptitud para la conservación del fruto en árbol: sin datos
- Aptitud para la conservación del fruto en almacén o cámara: sin datos
- Sensibilidad al moteado: sin datos
- Sensibilidad al oídio: sin datos
- Sensibilidad a pulgón lanígero: sin datos.[3]